# 見性院 (山内一豊室)
見性院（けんしょういん、1557年（弘治3年）- 1617年12月31日（元和3年12月4日））は、戦国時代から江戸時代にかけての女性で、土佐藩初代藩主山内一豊の正室である。本名は「千代」とも「まつ」ともいわれるが、定かではない。夫に馬を買わせるために大金を差し出した話や、笠の緒文などの様々な逸話で知られ、良妻賢母の見本とされる。正式な法号は見性院殿且潙宗紹劉大姉。

## 生涯

### 出自
出自は諸説あり、『寛政重修諸家譜』の山内氏系譜によれば、浅井氏家臣の若宮友興の子である説が有力とされており、近江国飯村（現在の滋賀県米原市飯）で生まれたとされている。この説では、一豊の母が、飯村のある宇賀野の長野氏のもとに身を寄せており、近隣の娘たちに縫物を教えていたが、その中に若き日の見性院がいて、目に留まったとされる。その一方で、岐阜県郡上市の慈恩寺が所蔵する美濃郡上八幡城主・遠藤氏の系図に、東常縁の子孫である遠藤盛数の娘が山内一豊室であるとの記載があったことなどから、遠藤盛数の子説も有力になってきている。また見性院が、遠藤盛数の孫遠藤亮胤を山内家に仕官させるよう言い残したことも盛数の子説の根拠である。さらに安藤守就（一豊の姉、通の夫である安藤郷氏の兄）の娘説や、同じく美濃の豪族である不破重則の妹説もある。
見性院の名には千代とまつの2通りがあり、「まつ」の名は、討ち死にした若宮友興の娘「おまつ御両人」に宛てた浅井長政の安堵状が存在することによるが、このまつは一豊ではなく山内氏家臣の五藤為重に嫁いだとされている。しかし、結婚後千代と名を改めた可能性もある。一方「千代」の名は、後述する新井白石が『藩翰譜』に記したエピソード中に出てくるが、こちらは一豊の養子となった山内忠義の実母の名と混同ともいわれ定かではない。他にも、忠義の父で一豊の弟である康豊の後妻・妙玖院が、千代であったとする説もある。
山内家には『東常縁筆古今集』はじめ、東家から伝わる貴重な古今集がいくつかあった。これらは見性院が、隠居の際京にも携えてきて愛用した和歌集だったが、死去に当たり養子の土佐藩主・山内忠義に京の邸宅共々形見として渡すよう、養子の湘南宗化を通じて遺言したものである。またその後、湘南は遺品の香箱やビロードなども忠義に届けさせ、自らは見性院の隠居料1000石を遺贈された。また日頃から古今集や徒然草などを読み、書も巧みであった。

### 子供と余生

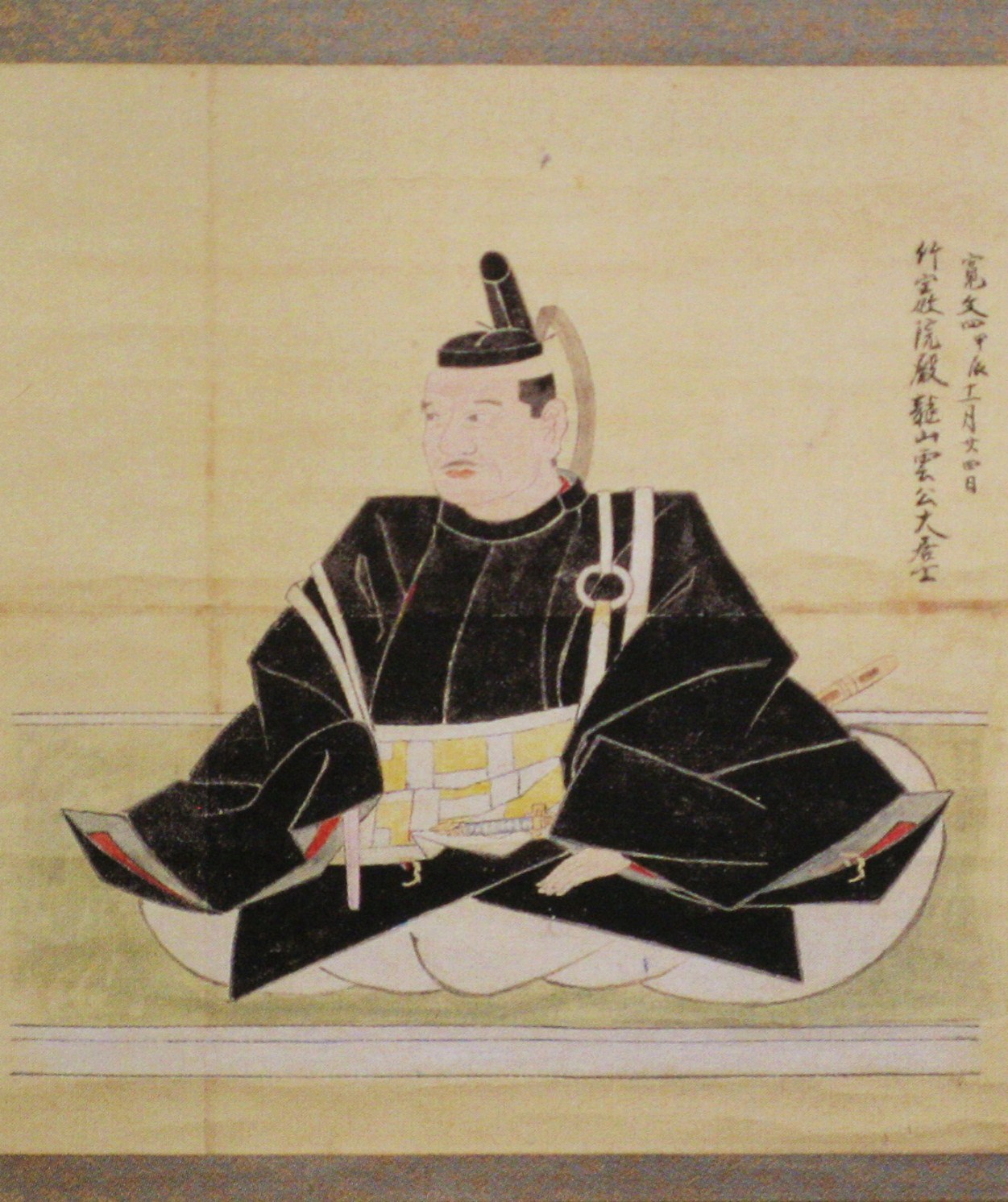
山内忠義肖像画

一豊との間には一人娘の与祢が生まれたが、長浜地震により夭折した。それ以降は夫妻は子供には恵まれず、捨て子を拾って育てた。この子がのちに妙心寺で修業を積んだ湘南宗化である。湘南は長浜城下で妾の子として産まれたとされる（『三安漫筆』）、与祢姫の供養のための妙心寺参りの門前、あるいは山内家の京都屋敷で見性院に拾われたとの言い伝えもある（『三安漫筆』）。養子にして後継に定めようと考えたが、素性もはっきりしない名門でもない者を養子とすることは、山内家の将来に瑕瑾を残し家も安泰でないと考え(『見性院記』)、妙心寺に入れることになった。
一豊は弟康豊の子・忠義（幼名・国松）を土佐山内家跡目養子にしていた。見性院は夫・一豊が慶長10年（1605年）秋に死去すると、康豊に忠義を後見させて半年後には土佐を引き払い、湘南宗化のいる京都の妙心寺近くに移り住み、湘南宗化と再会を果たす。屋敷は、禁裏に近い高台院屋敷（旧・京都新城）の南隣にあった。
1000石の隠居料を得て、そこで余生を過ごした。この上洛には、一豊の妹が、京都所司代前田玄以の家臣松田政行に嫁いでいたこと、その政行が、一豊のもう一人の妹の子を養子としていたことなどや、一豊が妙心寺に塔頭の大通院を起こしていたり、忠義の婚礼の際に夫婦そろって上洛していることなども主な理由として挙げられる。見性院は隠居後上洛しても、豊臣、徳川両家に対してこまめに働きかけた。養嗣子忠義に、無聊を戒める手紙の中で、徳川幕府への忠誠を忘れないようにと諭し、同じ手紙の中で、高台院に土佐の山茶花を送るようにとも書いている。

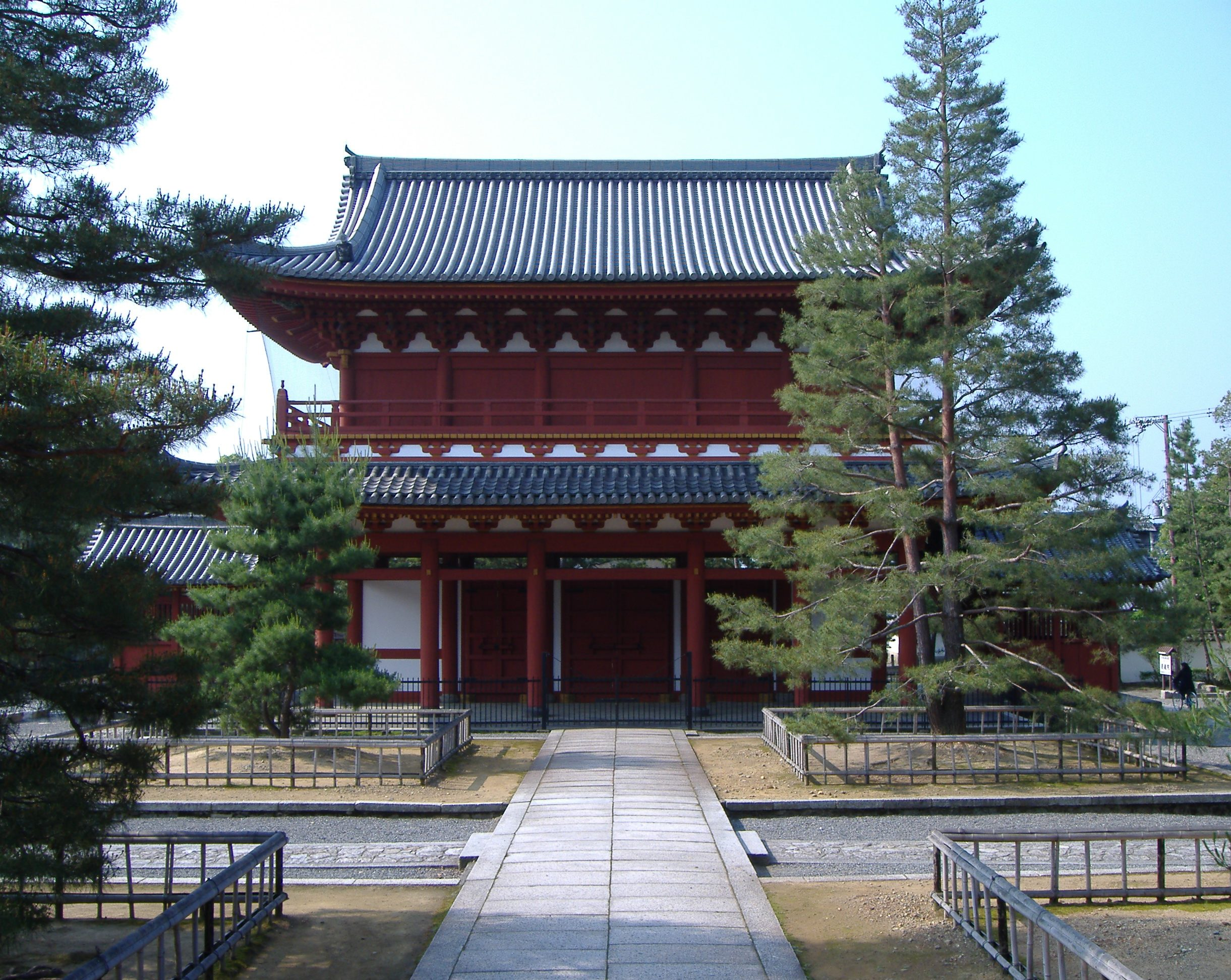
夫妻の墓がある妙心寺

晩年は、母から贈られた『古今和歌集』『徒然草』などを熱心に読んで過ごしたとされる。死去に際しては宗化がその最期を看取り、本人の遺言により、料紙箱や所有している和歌集が山内忠義へ贈られた。これらの和歌集は、後に幕府に献上されている。
元和3年（1617年）12月4日、山城国（京都）で死去。享年61。一豊の墓所は高知県高知市の山内家墓所。湘南和尚の居た京都妙心寺に山内一豊夫妻の廟所がある。
寛永10年（1633年）、湘南は見性院の十七回忌に当たり、見性閣を営んで義母の恩に報いた。現在の大通院の境内に残る霊屋は、その時に建てた物であり、一豊夫妻の無縫塔と夫婦揃って祀られている。
なお、一豊・千代夫妻にちなんだご当地サミットが、夫妻にゆかりのある滋賀県や愛知県、岐阜県、高知県などで開催されているが、そもそもは1994年（平成6年）の掛川城天守閣復元に伴って始まったもので、呼びかけ人である当時の掛川市長榛村純一によれば、浪人の身から土佐国主にまで登り詰めた一豊の足跡を見ることで、町づくりや人づくり、歴史教育や都市間の交流に役立てるのが狙いとされている。これにより「功名が辻」の大河ドラマ化や郡上八幡城近くの、一豊夫妻と馬の像の建設も実現した。

## 「内助の功」に関する逸話

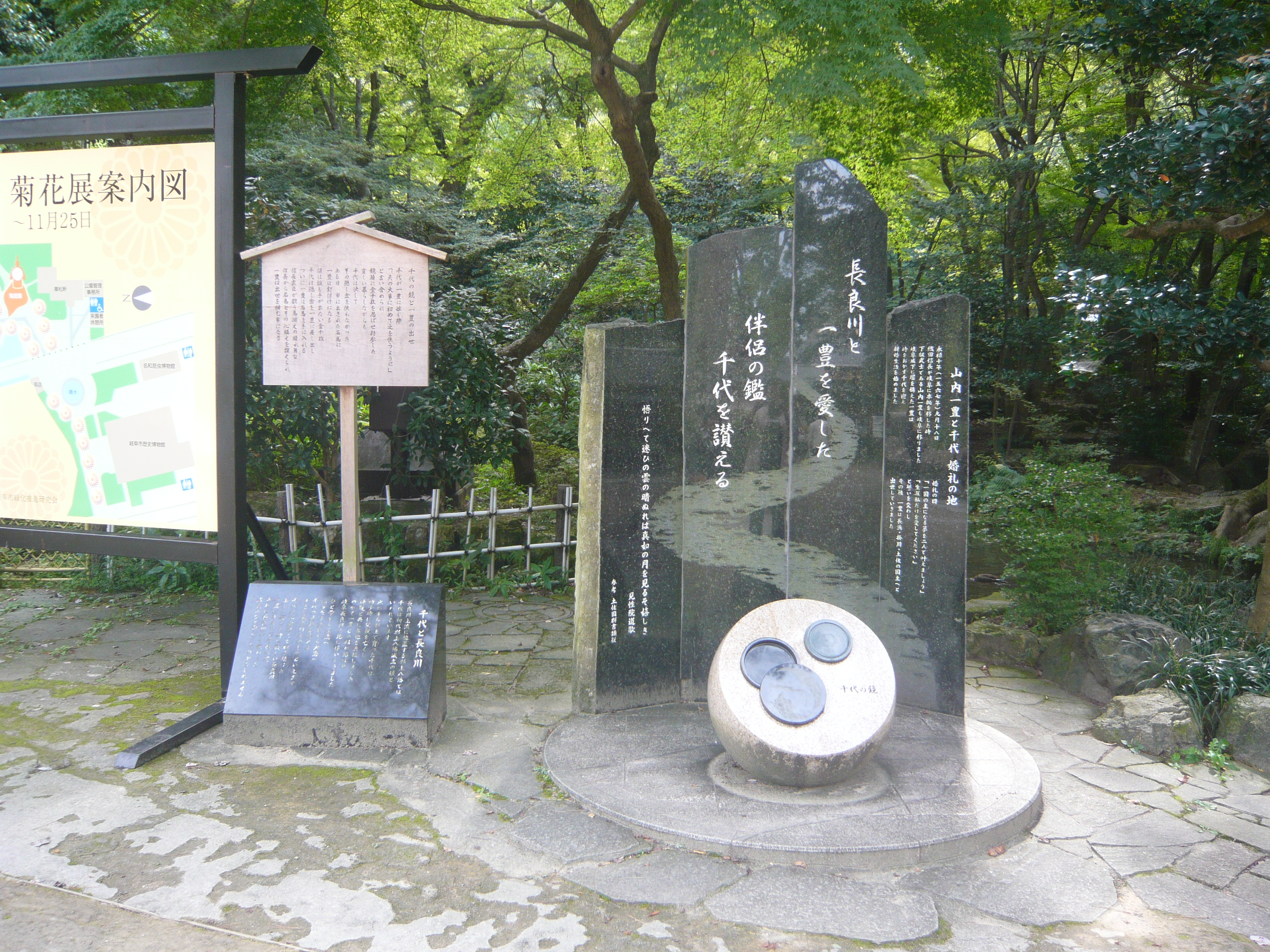
「山内一豊と千代 婚礼の地」の碑
岐阜公園（岐阜市）

### 馬と黄金の話
一豊夫妻の有名な逸話として、見性院は、『常山紀談』による嫁入りの持参金またはへそくりで夫・一豊の欲しがった名馬（鏡栗毛）を購入し、主君織田信長の馬揃えの際に信長の目に留まり、それが元で一豊は加増されたといわれる。この逸話は、『藩翰譜』、『鳩巣小説』、『常山紀談』の3つに記載があり、藩翰譜には（見性院が）「鏡の筥の底より、黄金十両取り出しまゐらす」とあり、父からもらった金とされている。馬に関しては「東国第一の馬」と記載されている。一方鳩巣小説では「金子一枚」（十両大判一枚のこと、つまり十両）とあり、母からもらったとされていて、馬売りを「仙台より馬売りに参り候」と表現している。常山紀談では、父からもらった金を差し出したとある。また、どこで馬を手に入れたかについては3つとも安土城下とあり、馬揃えの時期に関しては、天正9年（1581年）2月28日とある。

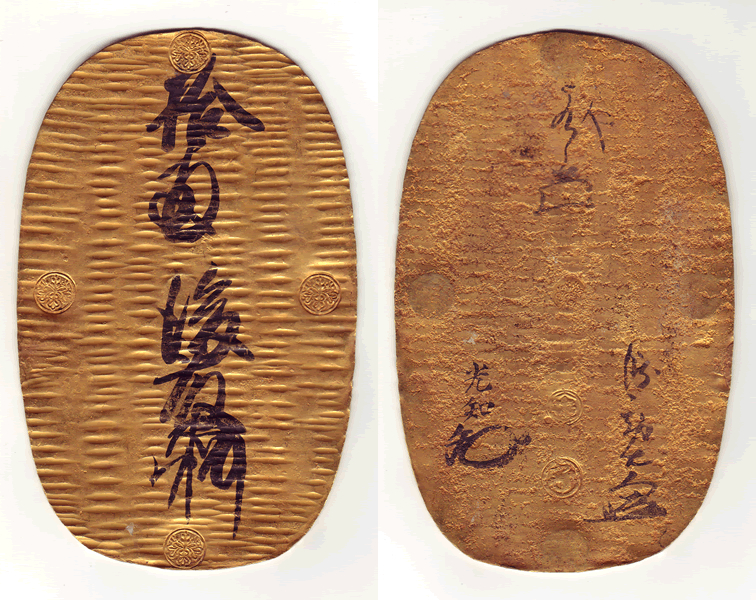
天正大判

しかし、この時期には既に一豊は2,000石取りであったため、馬を買うために10両出せるゆとりはあったはずなので、恐らくはもっと早い時期に行われた馬揃えの話で、安土ではなく、当時の知行地である唐国から近い木之本の馬市で、見性院の出した金子で馬を買ったと考えられる。ちなみに当時の10両は約120万から160万または210万といわれる。また、天正大判の金の量を、現在の取引相場に当てはめて換算した場合、1グラム1500円→大判1枚25万円、10枚とすると250万円である。しかし『法秀院殿由緒書』や『長野家由緒書』には金を出したのは母の法秀院であるとされ、また山内家の史料にも見性院が金子を出したという話はない。また、見性院が鏡の筥から金子を出す話については、『藩翰譜』編者の新井白石でさえ疑問視している。これは、元和4年に見性院の画の賛が書かれた折に「打破業鏡」という言葉が用いられており、業鏡とは閻魔の庁で、亡者の生前の善悪の所業を映し出す鏡のことで、それを打ち破るほど仏との縁が深かったとされ、そのため鏡にまつわる伝説ができたとも、元々高知の方言には、女性のへそくりを表す「麻小笥銭」（おこげぜに）という言葉があり、そのような土壌でこういう話ができたともいわれている。その後、見性院の伝記は家制度の道徳である良妻賢母と結びついて行き、第二次世界大戦以前の日本において、賢妻のモデルとして高等女学校の教育に採用された。
他にも、一豊の築城監督の経費を出すために、髪を売ったと言う話もある。しかしこれは、髪を売ったその金額より、夫のために女性にとって大事な髪を売ったことの意味の方が大きい。
馬を買った金は、当時の婚姻の持参金である化粧料ともいわれている。これは妻の私有財産で、離縁の際などに必要とされる経費に使われたりもしたが、見性院はその当時の武士にとって、馬が如何に大事であるかを心得ており、そのために夫に自分の化粧料を使ったのでないかとも思われる。戦国時代の武将夫妻は、共同経営者のような形で家を盛り立てていたため、内助の功という言葉は当てはまりにくいともいえる。内助の功は、夫が外に出、女が家を守るという考えが浸透して後のことであり、戦国時代は男の出世は妻次第とまでいわれていた。この時代の大名を経営者とみた場合、大名夫人は共同経営者であり、一豊夫妻はその意味では正にパートナーシップを確立していた。
大嶌聖子によると、名馬購入譚は江戸時代になってから作られた話であると断定している。歴史の事実としては存在しなかったとし、山内家の伝記に購入譚が記述されていないのは外部で作られたことの証明としている。購入譚の根拠となった史料は見つかっていないのが現状である｡ 見性院についての同時代史料は極めて少ないからこそ、購入譚が作られていく素地があったといえる。おそらく夫唱婦随の夫婦関係と､その間の見性院の積年の内助を表す象徴的な話として脚色されたものと察せられるのである。

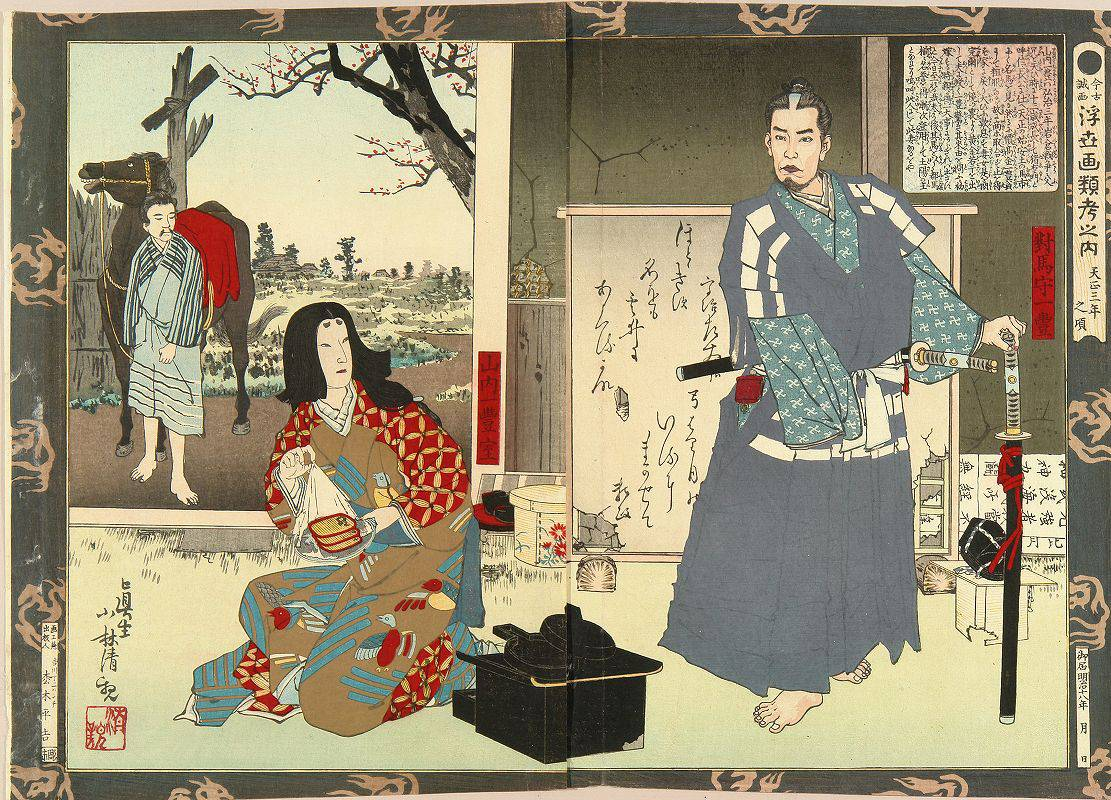
「今古誠画 浮世画類考之内 天正三年之頃（山内一豊）」 小林清親画 明治18年（1885年）一豊に持参金を渡す見性院
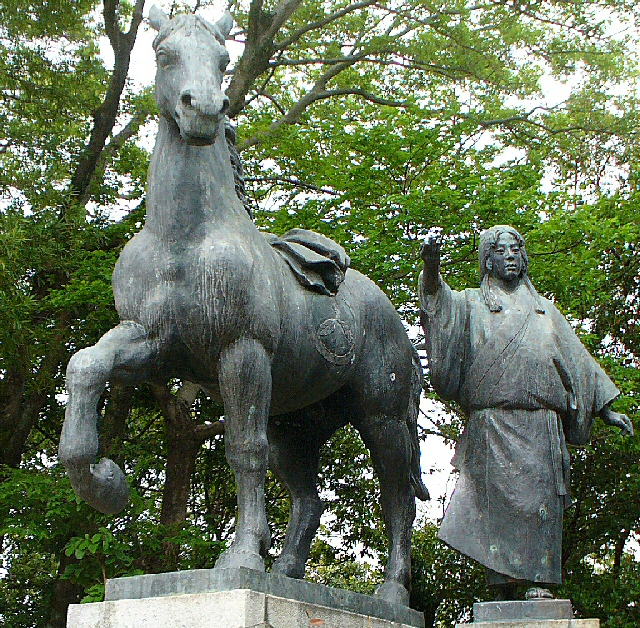
馬の手綱を引く見性院の像
山内一豊と妻の像（岐阜県郡上市八幡町柳町一の平）

### 小袖と枡と笠の緒文
司馬遼太郎の『功名が辻』では、呉服商から唐織の端切れを買い集め、縫い合わせて作った小袖を市中で人に配り、また北政所のために縫った小袖を聚楽第に飾っていたところ、後陽成天皇から褒められた、というエピソードが出てくる。この小袖については伝承がない。恐らく、司馬は高知市民図書館蔵の『稿本見性院記』の、「夫人は長浜在城の折、唐織の巻物の小切れを集めて小袖を縫い、それが秀吉を魅了して、聚楽第に置いて人々に見せた」とある記述を元にこれを書いたと思われる。他に、枡を裏返してまな板として使ったともいわれる。この枡は、文化3年（1806年）、見性院が祭神となった藤並神社に神体として奉納されたが、第二次大戦で消失し、現在は土佐山内家宝物資料館にその複製が存在する。一方で、一豊の母法秀院も枡をまな板として利用したと言われており、法秀院が出家後寓居していた近江坂田郡宇賀野村（現在の米原市宇賀野）の長野家が所蔵している。この枡と、見性院の枡には類似性があると見られている。
他に、一豊が家康の上杉攻めに従軍していた折、千代に届いた石田三成の挙兵の知らせの書状に加え、家康に忠誠を誓うように促した手紙をしたためて文箱に入れ、田中孫作を通じて一豊に届けさせた。また別に、文箱の文を開封せず家康に届けるようにとの手紙を観世縒りにして、孫作の笠の緒に縒り込んで届けさせている。この機転により、家康は三成の挙兵を知ることができ、また、見性院の手紙は陣中を活気づけた。この密書の通り、一豊は文箱の封を解かずそのまま家康に届けさせ、これに気をよくした家康が、関ヶ原で目ぼしい働きがなかったにもかかわらず、一豊を土佐一国の主にしたともいわれる。

## 関連作品

### 文学
- 功名が辻（司馬遼太郎、1963-1965年）
- 三番手の男-山内一豊とその妻（童門冬二、2005年）

### 映像
- 山内一豊の妻（1939年、映画）- 国友和歌子 [45]
- 戦国夫婦物語「功名が辻」（1966年、NET）- 団令子
- 国盗り物語（1973年、NHK大河ドラマ）-　樫山文枝
- 旦那さま大事（1986年、TBS）-　佐久間良子
- 司馬遼太郎の功名が辻（1997年、ANB）-　檀ふみ
- 功名が辻（2006年、NHK大河ドラマ）-　仲間由紀恵（少女期：永井杏）

### トレーディングカードアーケードゲーム
- 戦国大戦（2011年 - 、セガ）- 声：三澤紗千香